# Rampenkiste von Hohen

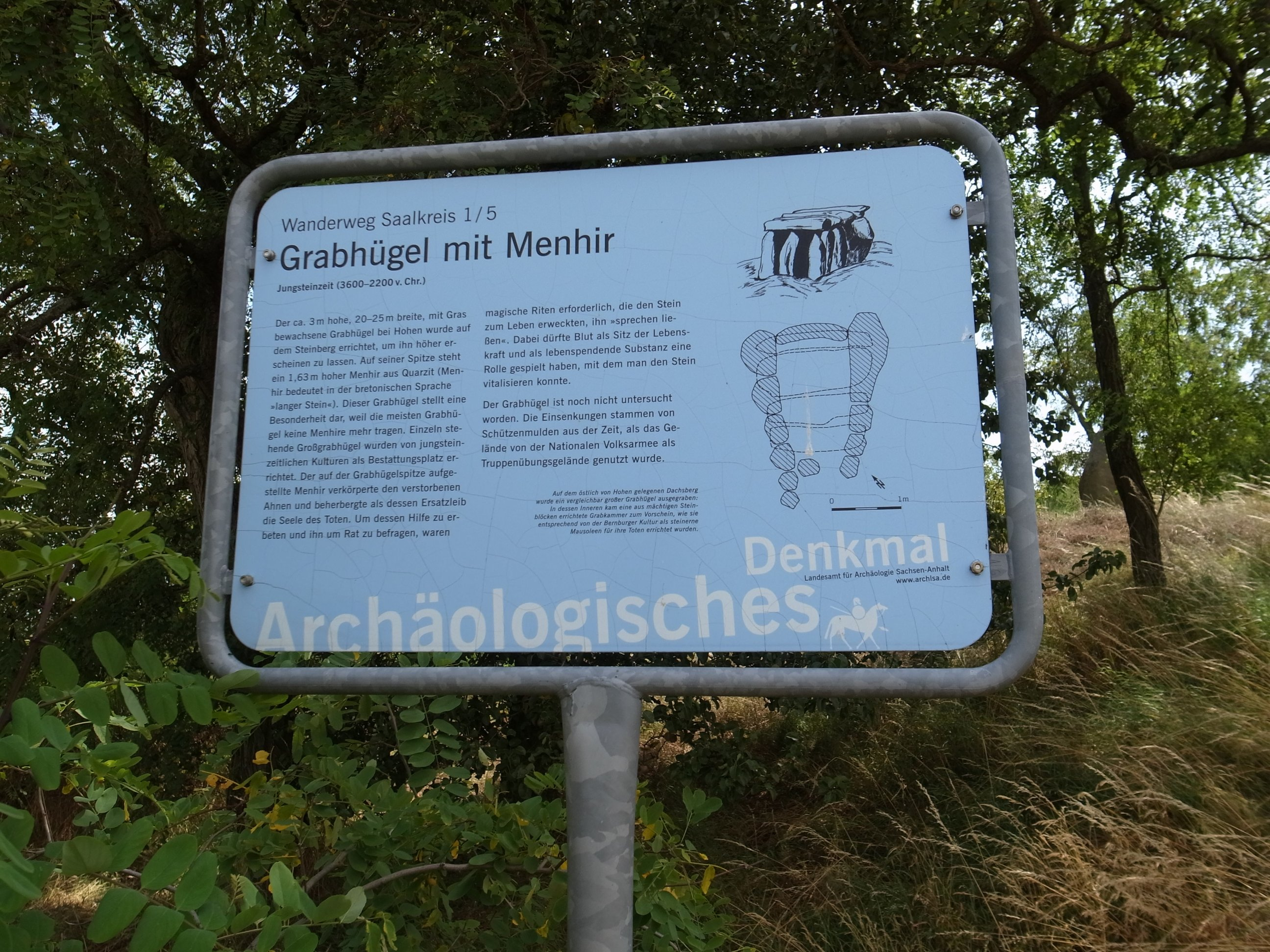
Hinweistafel mit Rampenkistenplan

Die Rampenkiste von Hohen, einem Ortsteil von Brachstedt, Gemeinde Petersberg im Saalekreis in Sachsen-Anhalt, lag am Dachsberg und wurde 1886 von Hans von Borries (1819–1901) ausgegraben. Der Dachsberg war ein Hügel von etwa 20 m Durchmesser und 4,0 m Höhe, östlich von Hohen.
Die nur leicht eingesenkte, aus Sandstein errichtete Kammer der Nordost-Südwest orientierten, trapezoiden Rampenkiste war etwa 2,8 m lang und im Durchschnitt 1,0 m hoch. Der Zugang lag an der schmaleren Südwestseite. Der Kammerboden mit Tonestrichbelag war mit Asche, Brandspuren und Holzkohleresten versehen. Dem im Eingangsbereich gestörten Grab fehlte der südwestliche Deckstein. 
Gefunden wurden Reste menschlicher Knochen, die Brandspuren aufwiesen. Nahe der Rückwand lagen drei Feuersteinklingen, zwei Klingenbruchstücke, ein Stück Feuerstein und zwei Brocken gebranntem Tons sowie eine Trichterschale sowie das Bruchstück eines Napfes.
Ausgangspunkt bei dem Bestreben, das Grab einer Kultur zuzuweisen, bildete meist das trichterschalenförmige Gefäß. Eine eindeutige kulturelle Bestimmung ist aber unmöglich, da aus keiner neolithischen Kultur im Mittelelbe-Saale-Gebiet eine aussagekräftige Parallele bekannt ist. Bezüge zum Trichterbecherkreis sind jedoch augenfällig. Die Bauweise des Grabes entspricht dabei der der Rampenkisten der Walternienburger-Bernburger Kultur. Eine schnurkeramische Nachbestattung wurde in der Hügelaufschüttung gefunden.
In der Nähe befindet sich der von einem Menhir gekrönte Geisterhügel.